# Francuska ženska košarkaška reprezentacija
Francuska ženska košarkaška reprezentacija predstavlja državu Francusku u međunarodnoj ženskoj košarci.

## Nastupi na velikim natjecanjima

### Olimpijske igre
- 1976.: nisu sudjelovale
- 1980.: nisu sudjelovale
- 1984.: nisu sudjelovale
- 1988.: nisu sudjelovale
- 1992.: nisu sudjelovale
- 1996.: nisu sudjelovale
- 2000.: 5. mjesto
- 2004.: nisu sudjelovale
- 2008.: nisu sudjelovale
- 2012.:  srebro
- 2016.: 4. mjesto
- 2020.:  bronca

### Svjetska prvenstva
- 1953.  bronca
- 1957. nisu sudjelovale
- 1959. nisu sudjelovale
- 1964. 10. mjesto
- 1967. nisu sudjelovale
- 1971. 6. mjesto
- 1975. nisu sudjelovale
- 1979. 7. mjesto
- 1983. nisu sudjelovale
- 1986. nisu sudjelovale
- 1990. nisu sudjelovale
- 1994. 9. mjesto
- 1998. nisu sudjelovale
- 2002. 8. mjesto
- 2006. 5. mjesto
- 2010. 7. mjesto
- 2014. 7. mjesto

### Europska prvenstva
- 1938.: 4. mjesto
- 1950.: 4. mjesto
- 1952.: 7. mjesto
- 1954.: 6. mjesto
- 1956.: 7. mjesto
- 1958.: 6. mjesto
- 1960.:
- 1962.: 8. mjesto
- 1964.: 10. mjesto
- 1966.: 11. mjesto
- 1968.: 11. mjesto
- 1970.:  srebro
- 1972.: 4. mjesto
- 1974.: 7. mjesto
- 1976.: 4. mjesto
- 1978.: 11. mjesto
- 1980.: 11. mjesto
- 1981.:
- 1983.:
- 1985.: 8. mjesto
- 1987.: 8. mjesto
- 1989.: 8. mjesto
- 1991.:
- 1993.:  srebro
- 1995.: 9. mjesto
- 1997.:
- 1999.:  srebro
- 2001.:  zlato
- 2003.: 5. mjesto
- 2005.: 5. mjesto
- 2007.: 8. mjesto
- 2009.:  zlato
- 2011.:  bronca
- 2013.:
- 2015.:

### Mediteranske igre
- 1951.:
- 1955.:
- 1959.:
- 1963.:
- 1967.:
- 1971.:
- 1975.:
- 1979.:
- 1983.:
- 1987.:
- 1991.:
- 1993.:
- 1997.:
- 2001.:
- 2005.:
- 2009.:
- 2013.:

### Univerzijade
- 1961.:
- 1965.:
- 1967.:
- 1970.:
- 1973.:
- 1977.:
- 1979.:
- 1981.:
- 1983.:
- 1985.:
- 1987.:
- 1991.:
- 1993.:
- 1995.:
- 1997.:
- 1999.:
- 2001.:
- 2003.:
- 2005.:
- 2007.:
- 2009.:
- 2011.:
- 2013.: